# Теодор Денгофф (підкоморій коронний)
Теодор Денгофф (*Teodor Denhoff, д/н — 1684) — державний діяч, урядник Речі Посполитої.

## Життєпис
Походив з німецького шляхетського роду Денгоффів власного гербу. Молодший син Генрика Денгоффа, королівського секретаря і старости динабурзького, та Анни Марії фон Нольде.
Спочатку служив дворянином при королевичі Яні Казимирі. Ймовірно, в цей час перейшов до католицтва. 1648 року у Варшаві оженився на придворній дамі королеви Речі Посполитої, що сприяло його кар'єрі.
У 1655 році призначається підстолієм великим литовським, в 1656 році — крайчим великим литовським. В 1658 році Теодор Денгофф став підскарбієм надвірним литовським, а в 1661 році отримав посаду підкоморія надвірного коронного. Водночас долучився до французької партії, отримавши того ж року з королівської скарбниції Франції 4000 ліврів, а його дружина — 500 ліврів.
Його дружина Катерина фон Бессен була коханкою польського короля Яна II Казимира і мала великий вплив при королівському дворі. Теодору Денгоффу протягом 1660-х років було надано староства ужендувське, дерпське, адзельське, дидзьке, біловодське, віслицьке, кампіноське, влодзімерське.
У 1668 році перед зреченням король Ян II Казимир подарував Денгоффу великий палац Уяздов. Після зречення короля Теодор Денгофф підтримував кандидатуру французького принца Людовика Конде-Бурбона на трон Речі Посполитої. 
Втім у 1669 році на сеймі підтримав кандидатуру Міхала Корибута Вишневецького. Проте контакти з двором погіршилися через профранцузьку позицію дружини Денгоффа.
У 1673 року на елекційному сеймі Теодор Денгофф голосував за Яна Собеського. Обидва рази на елекційні сейми обирався від Інфляндського воєводства. У 1674 році передав в якості посагу Уяздовський палац своєму зятю Стнаніславу Любомирському. Помер Теодор Денгофф 1684 року.

## Родина
Дружина — Катерина Франціска фон Бессен.
Діти:
- Ян Казимир (1648—1697), кардинал, єпископ Чезенскій
- Генрик (д/н — після 1697), староста ужендувський
- Францішек Теодор (д/н — до 1701), староста віслицький
- Ельжбета (д/н — 1702), дружина Станіслава Іраклія Любомирського, маршалка великого коронного
- Урсула, дружина Марціна Контського, каштеляна Кракова